# Récession de 1960-1961
La récession de 1960-1961 a été une récession aux États-Unis. Selon le National Bureau of Economic Research, la récession a duré 10 mois, d'avril 1960 à février 1961. La récession a précédé la troisième plus longue expansion économique de l'histoire des États-Unis, de février 1961 jusqu'au début de la Récession de 1969-1970 en décembre 1969 ; à ce jour, seules les années 1990 et la crise post-financière (2009-2020) ont connu une période de croissance plus longue. 
La Réserve fédérale avait commencé à resserrer sa politique monétaire en 1959 et l'avait relâchée en 1960.
Au cours de cette récession, le PIB des États-Unis a chuté de 1,6 %. Bien que la récession ait pris fin en novembre 1960, le taux de chômage n'a pas atteint son maximum avant plusieurs mois. En mai 1961, le taux a atteint son sommet pour le cycle, soit 7,1 %.